# Actinine

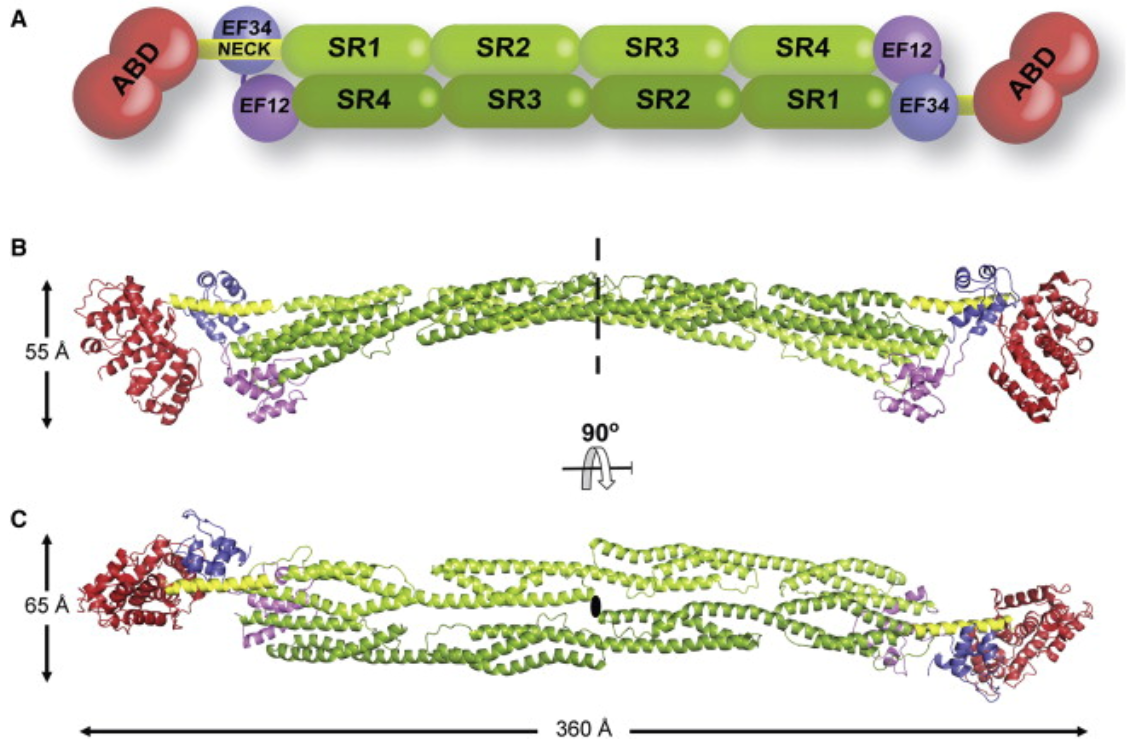
Protéine d'actinine - son apparence (A), ses liaisons (B) et sa stéréochimie (C)

 (juin 2023).
Si vous disposez d'ouvrages ou d'articles de référence ou si vous connaissez des sites web de qualité traitant du thème abordé ici, merci de compléter l'article en donnant les références utiles à sa vérifiabilité et en les liant à la section « Notes et références ».
L'actinine est une protéine de pontage ou de coiffage des faisceaux d'actine. L'alpha actinine est notamment retrouvée dans les myofibrilles, car elle assure notamment la liaison entre les filaments fins antiparallèles (actine) de deux sarcomères voisins.